# Mangrove (Ökosystem)

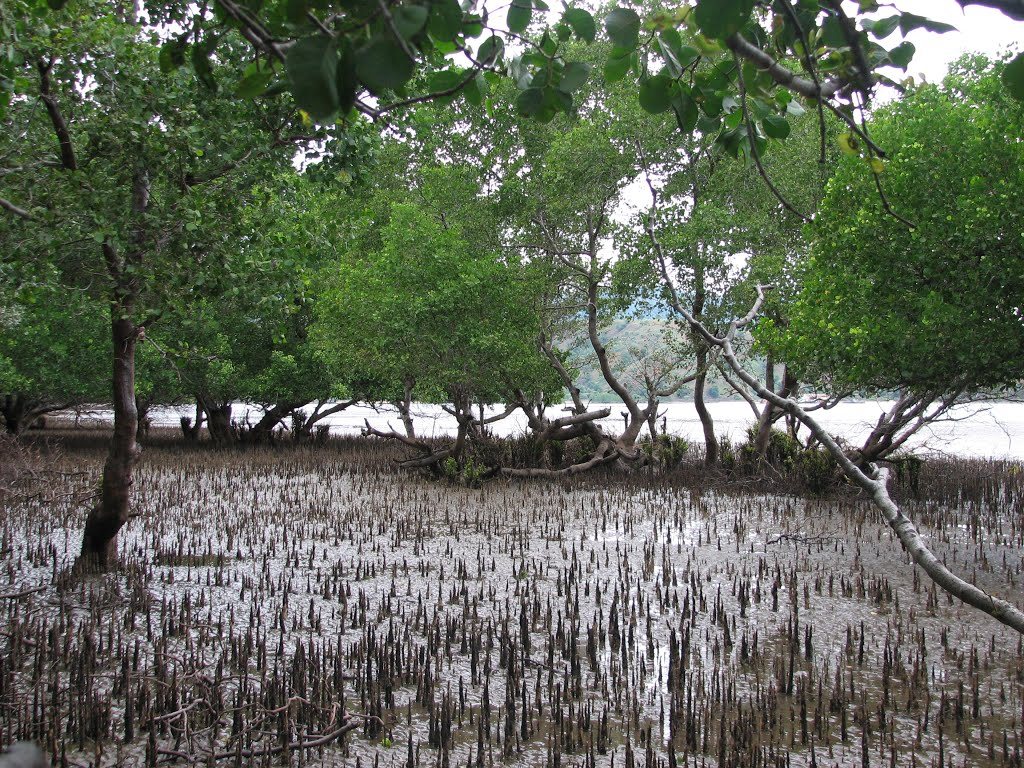
Mangroven in Tibar (Osttimor)

Das Ökosystem Mangrove wird von Wäldern salztoleranter Mangrovenbäume im Gezeitenbereich vorwiegend tropischer Küsten mit Wassertemperaturen über 20 °C gebildet.
Die Fläche des weltweiten Mangrovenlebensraums (Mangrovenwald beziehungsweise Mangrovensumpf) betrug 2020 147.359 km². Dies entspricht einer linearen Bedeckung von 14,93 % der 2.139.309 km langen Küstenlinie. Seit 1990 sind laut FAO 1 Million Hektar dieses Lebensraumes verschwunden.
Mangrovenwälder bestehen aus Bäumen und Sträuchern verschiedener Pflanzenfamilien mit insgesamt fast 70 Arten, die sich an die Lebensbedingungen der Meeresküsten und brackigen Flussmündungen angepasst haben.

## Vorkommen

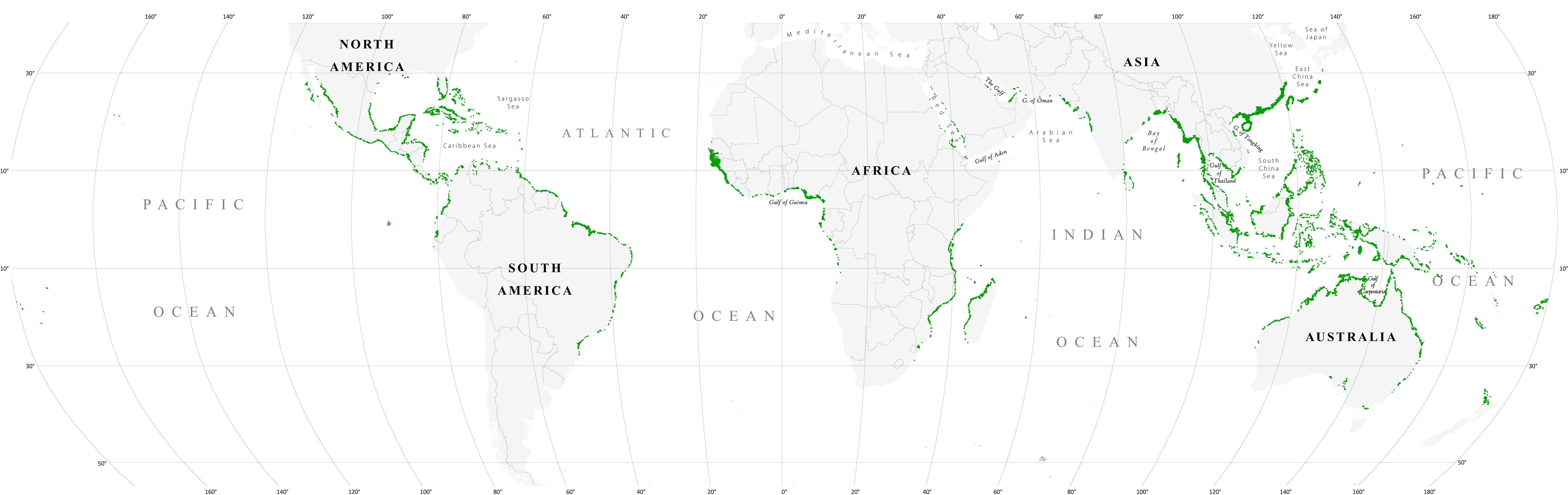
Verbreitung von Mangrovenwäldern

Ihre größte Ausdehnung erreichen Mangrovenwälder im Bereich der Ästuare großer Flüsse in regenreichen und warmen Regionen. Mangroven sind an Gegenden der Erde gebunden, in denen ihre Aktivitätsperiode nicht durch einen kältebedingten Laubabwurf unterbrochen wird.
Man unterscheidet West- und Ostmangroven. Westmangroven gedeihen an den Küsten Amerikas und Westafrikas, während Ostmangroven die Küsten Ostafrikas, Madagaskars, Indiens und Südostasiens besiedeln. Während die Westmangroven mit etwa acht Baumarten relativ artenarm sind, finden sich in den Ostmangroven über 50 Baumarten, unter anderem die Nipapalme.

## Ökologie

### Anpassungen

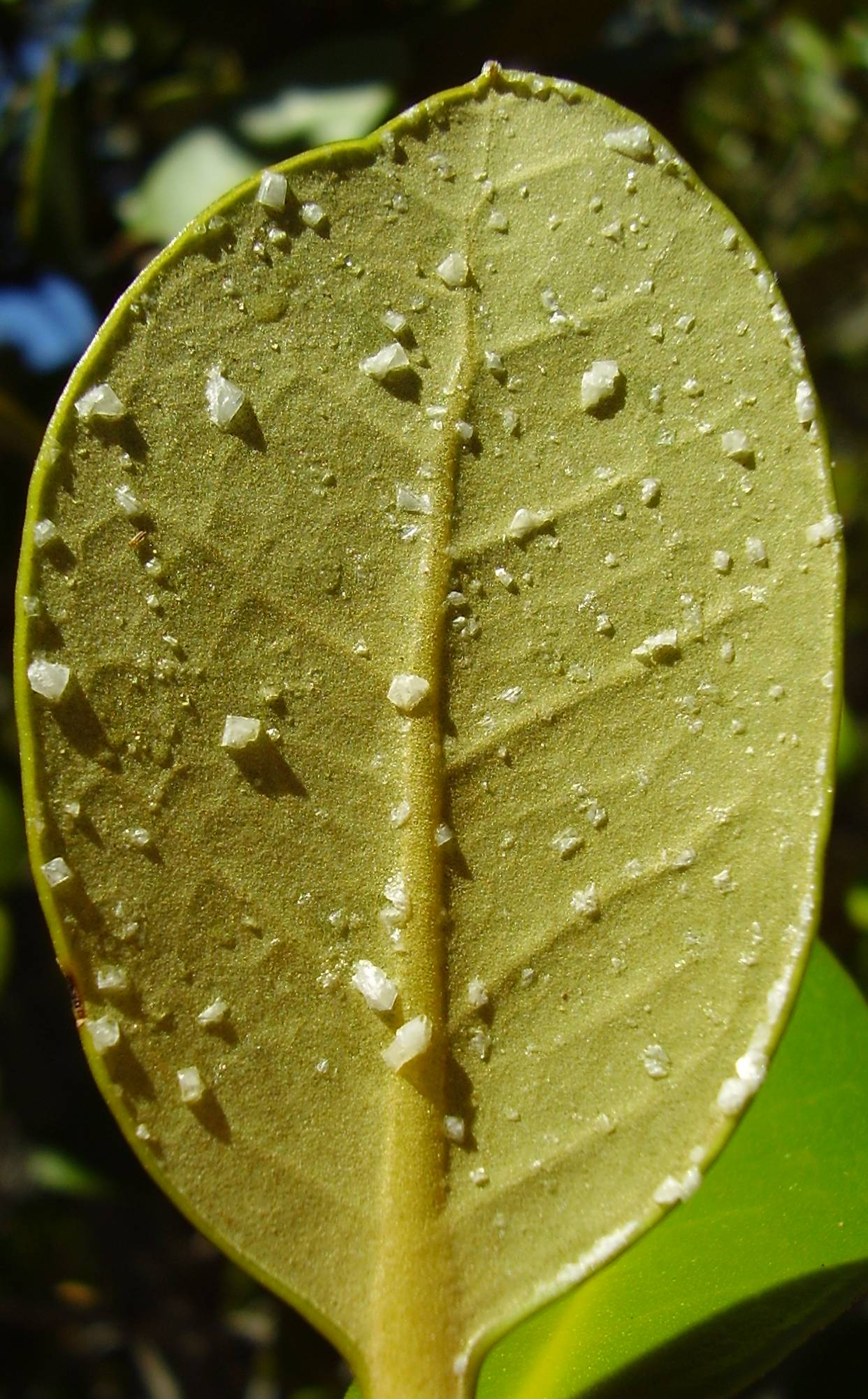
Salz tritt aus den Blättern aus

Das salzige Brack- oder Meerwasser, dem die Bäume des Mangrovenwaldes im Wechsel der Gezeiten ausgesetzt sind, führt zu einem sehr niedrigen Wasserpotential im Sediment, das die Wurzeln umgibt. Bereits bei der Wasseraufnahme durch die Wurzeln schließen Mangrovenbäume einen Teil der für Pflanzen normalerweise schädlichen Salzionen aus. Das trotz der selektiven Aufnahme in den Organismus gelangte Salz wird wegen seiner schädlichen Wirkung auf Stoffwechselvorgänge in den Vakuolen der Zellen eingelagert und führt zu Salzsukkulenz. Bestimmte Mangrovenbaumarten können über Salzdrüsen der Blätter überschüssiges Salz ausscheiden, bei anderen verbleibt das Salz bis zum Abwerfen der Blätter im Organismus der Pflanze.
Weitere Anpassungen der Mangrovenbäume an ihren Standort betreffen die Wurzeln. Wurzeln benötigen Sauerstoff für die Zellatmung, dieser steht aber in Schlickböden des Gezeitenbereichs nicht zur Verfügung. Um die Versorgung der unterirdischen Wurzeln mit Sauerstoff trotzdem sicherzustellen, besitzen die Wurzelsysteme von Mangrovenbäumen „Belüftungssysteme“: Besondere oberirdische Wurzelorgane (Stelzwurzeln, Pneumatophore) werden über Lentizellen ihrer Rinde mit atmosphärischem Sauerstoff versorgt und leiten diesen über luftleitende Gewebe (Aerenchyme) an das unterirdische Wurzelsystem weiter.
Die natürliche Verjüngung ist z. B. bei den Mangroven der Familie der Rhizophoragewächse dadurch an die besonderen Standorteigenschaften angepasst, dass Samen innerhalb der Frucht noch auf der Mutterpflanze keimen und schwimmfähige, zigarrenförmige Keimlinge ausbilden (Viviparie), die längeres Verdriften mit den Meeresströmungen überleben, aber an günstigen Standorten schnell Wurzeln bilden können. Andere Mangrovenbäume besitzen ebenfalls weit entwickelte, schwimmfähige Früchte oder Keimlinge.
Wegen des hohen Energieaufwands, den die Anpassungen der Mangrovenpflanzen an den Standort erfordern, erreichen diese Wälder oft nur Höhen von weniger als 5 Metern, im Optimalbereich auch von weit über 20 Metern. Entlang arider Küsten, auf Koralleninseln und an der nördlichen und südlichen Verbreitungsgrenze in den Subtropen entwickelt sich eine niedrige, buschartige Mangrove.

### Mangroven als Lebensraum
Aufgrund der extremen Bedingungen im Gezeitenbereich haben sich in Mangrovenwäldern verhältnismäßig produktive Gemeinschaften hoch spezialisierter Lebewesen entwickelt. Hier teilen sich Meeres- und Landorganismen den gleichen Lebensraum. Während in den oberen Stockwerken der Baum- und Strauchschicht terrestrische Organismen leben, wohnen zwischen den Wurzeln echte Meeresbewohner. Das Wurzelwerk der Mangrovenbäume und das sich zwischen den Wurzeln sammelnde Sediment sind Lebensraum und Kinderstube zahlreicher Organismen; Mangroven sind wichtige Laich- und Aufwuchsgebiete für Fische, Krebse und Garnelen, von denen einige später Korallenriffe oder andere Ökosysteme der Küstengewässer bevölkern.

## Nutzen

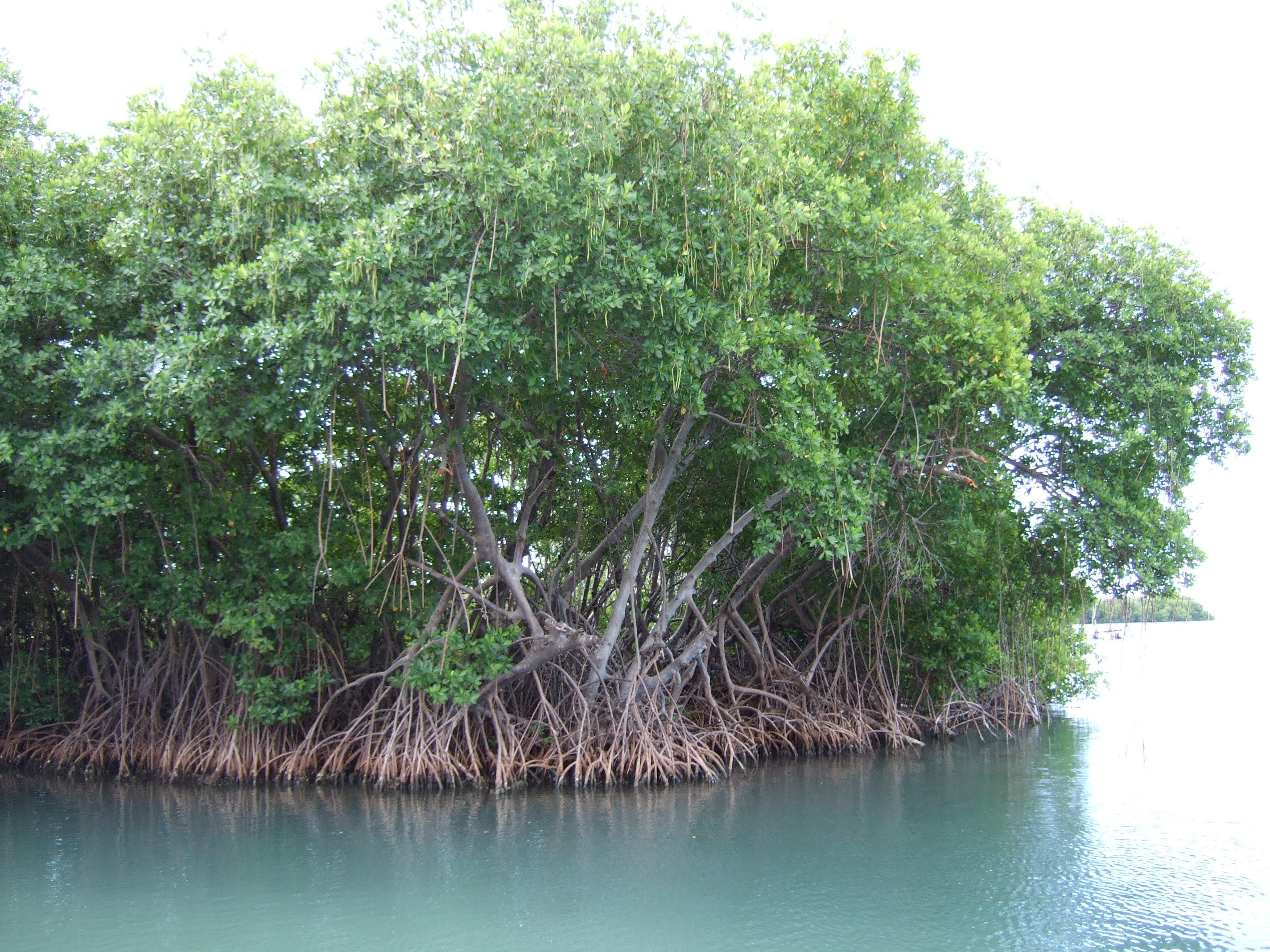
Mangroven in Puerto Rico

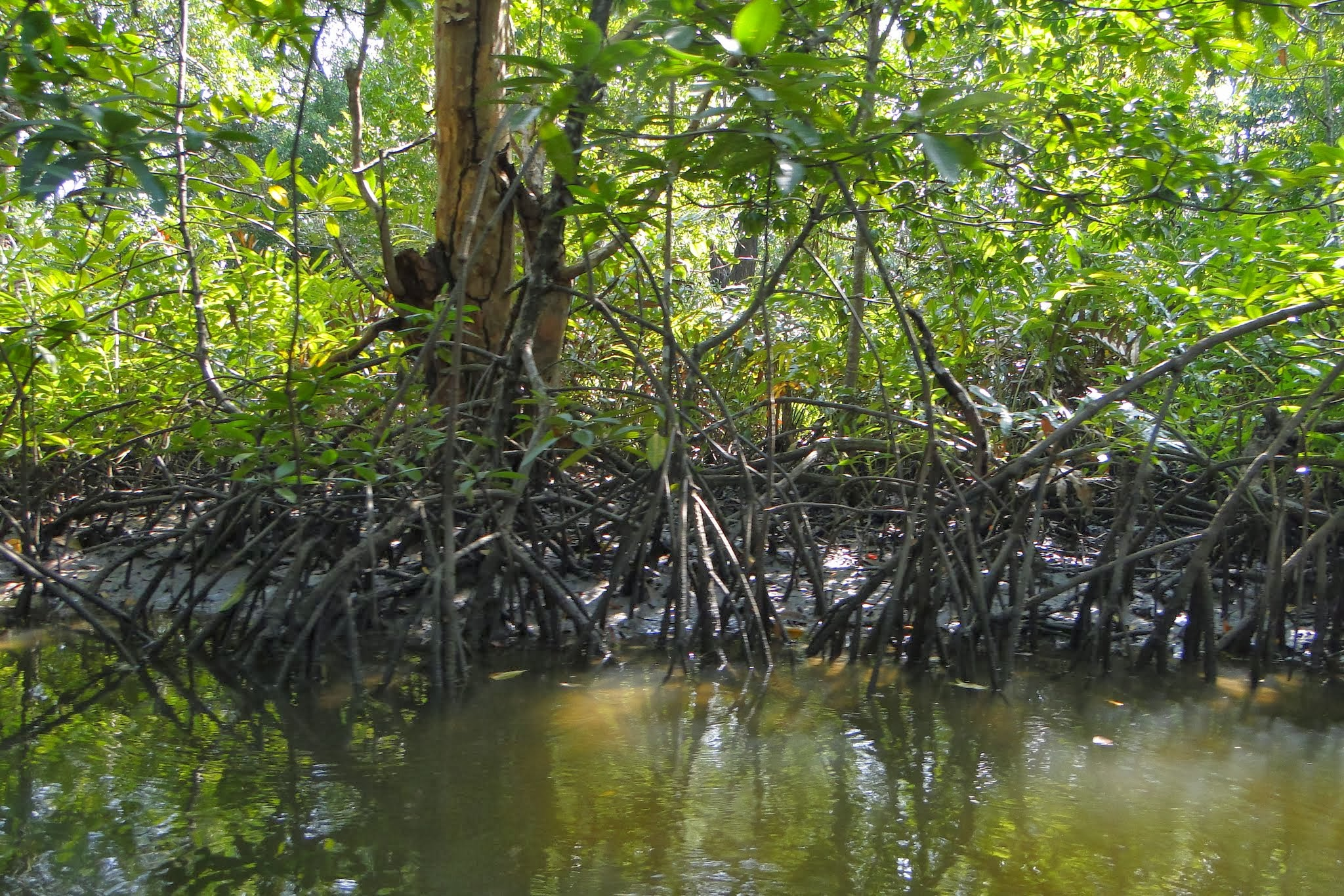
Mangroven in Kambodscha

Neben Korallenriffen und den tropischen Regenwäldern zählen Mangroven zu den produktivsten Ökosystemen der Erde. In den Kronen des Mangrovenwaldes leben Reptilien und Säugetiere. Viele Wasservögel nutzen das reiche Nahrungsangebot und nisten in den Baumkronen. Das dichte Wurzelwerk der Mangroven bietet einer großen Zahl von Organismen auf engem Raum eine hohe Zahl kleinster Habitate.
Die Wurzeln bieten vielen Fischen, Muscheln und Krabben einen sicheren Lebensraum und den Larven und Jungtieren vieler Arten beste Bedingungen. Auf den hölzernen Wurzeln der Bäume leben Schnecken, Algen, Austern, Seepocken und Schwämme. In tieferem Wasser leben Pistolenkrebse und Fische (zum Beispiel Sciaenidae).
Deshalb werden viele Mangrovenwälder in Sammelwirtschaft vom Menschen genutzt (beispielsweise Mangrovenkrabben, Muscheln); daneben steht die oben erwähnte Bedeutung der Mangroven für die Fisch- und Garnelenbestände.
Ein weiterer bedeutender Aspekt ist, dass Mangroven  Schutz gegen Küstenerosion bieten: Die zerstörerische Wirkung von Sturmflutwellen und Tsunamis auf menschliche Siedlungen an der Küste kann durch davorliegende, intakte Mangrovenwälder reduziert werden. Abholzung oder andere Zerstörung der Mangrovenwälder gehört zu den wichtigsten Kofaktoren des Landverlusts weltweit, besonders gefährdet sind hier die kleineren Inseln der Tropen, auf denen insbesondere Erhalt der Mangroven und touristische Erschließung bei begrenztem Raum in Konkurrenz stehen: Touristisch sind freigelegte Strände wesentlich reizvoller als unzugängliche Feuchtgebiete. Die Strandschäden werden oft erst nach Jahrzehnten sichtbar.

## Bedrohungen

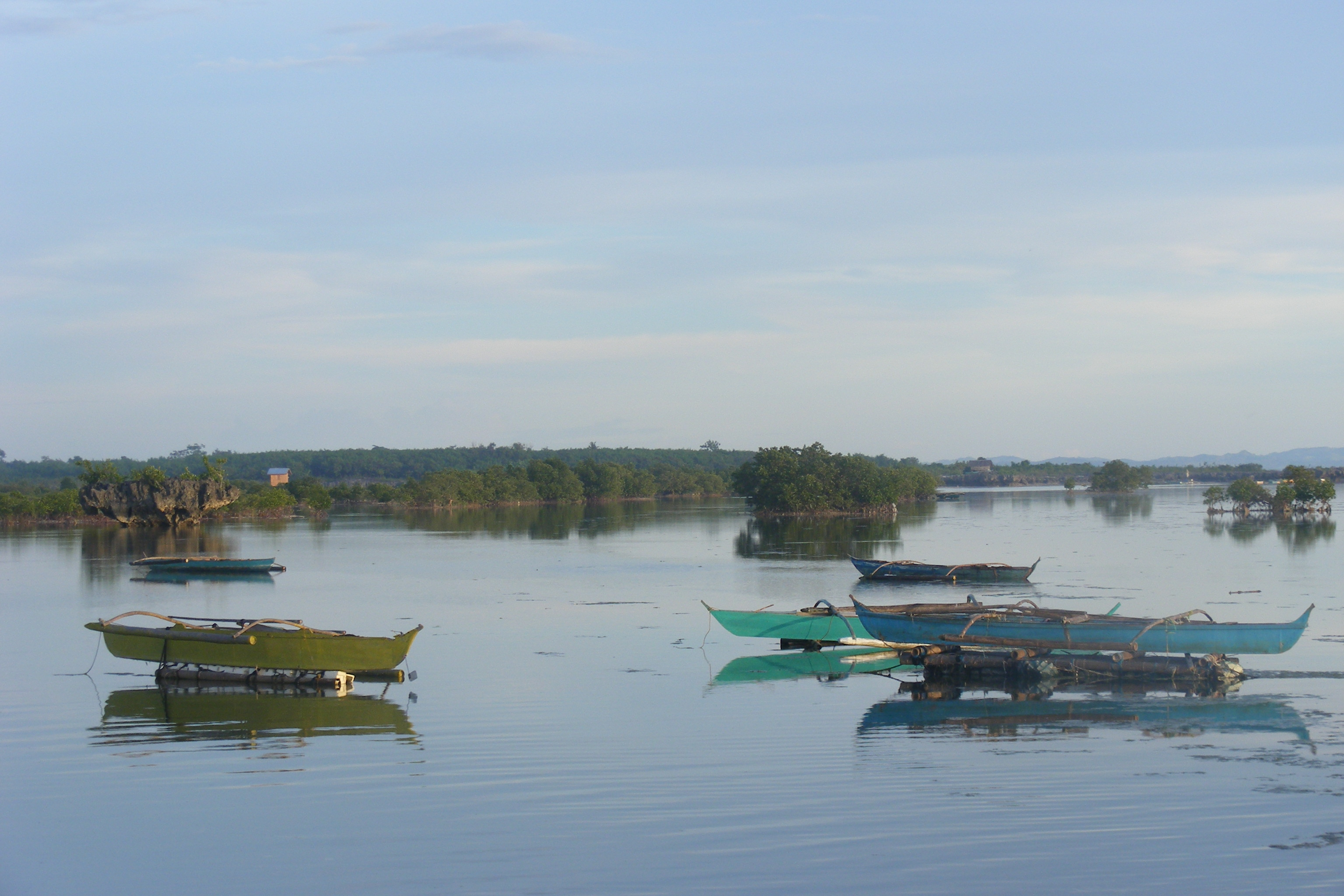
Mangrovenwald am Kamanpay Public Beach, Cordova, Philippinen

Mangrovenwälder sind in vielen Teilen der Welt vor allem durch die Anlage und Ausweitung intensiv bewirtschafteter Garnelenzuchten (shrimp farms) gefährdet. Weil die Shrimpteiche nach nur drei bis zehn Jahren schwer mit Chemikalien verseucht sind, müssen sie nach nur wenigen Jahren wieder aufgegeben werden. Eine Wiederaufforstung mit Mangroven ist danach fast immer unmöglich.
Weitere Bedrohungen sind:
- der weltweite Anstieg der Meeresspiegel im Zuge der globalen Erwärmung,
- die Verschmutzung durch die Erdölgewinnung (Panama, Persischer Golf, Nigerdelta),
- die Trockenlegung von Mangrovengebieten im Zuge des Siedlungsausbaus im Küstenbereich,
- die Nutzung des Holzes der Mangroven durch die lokalen Bevölkerungen als Brennholz, zur Gewinnung von Holzkohle oder Gerbstoffen.

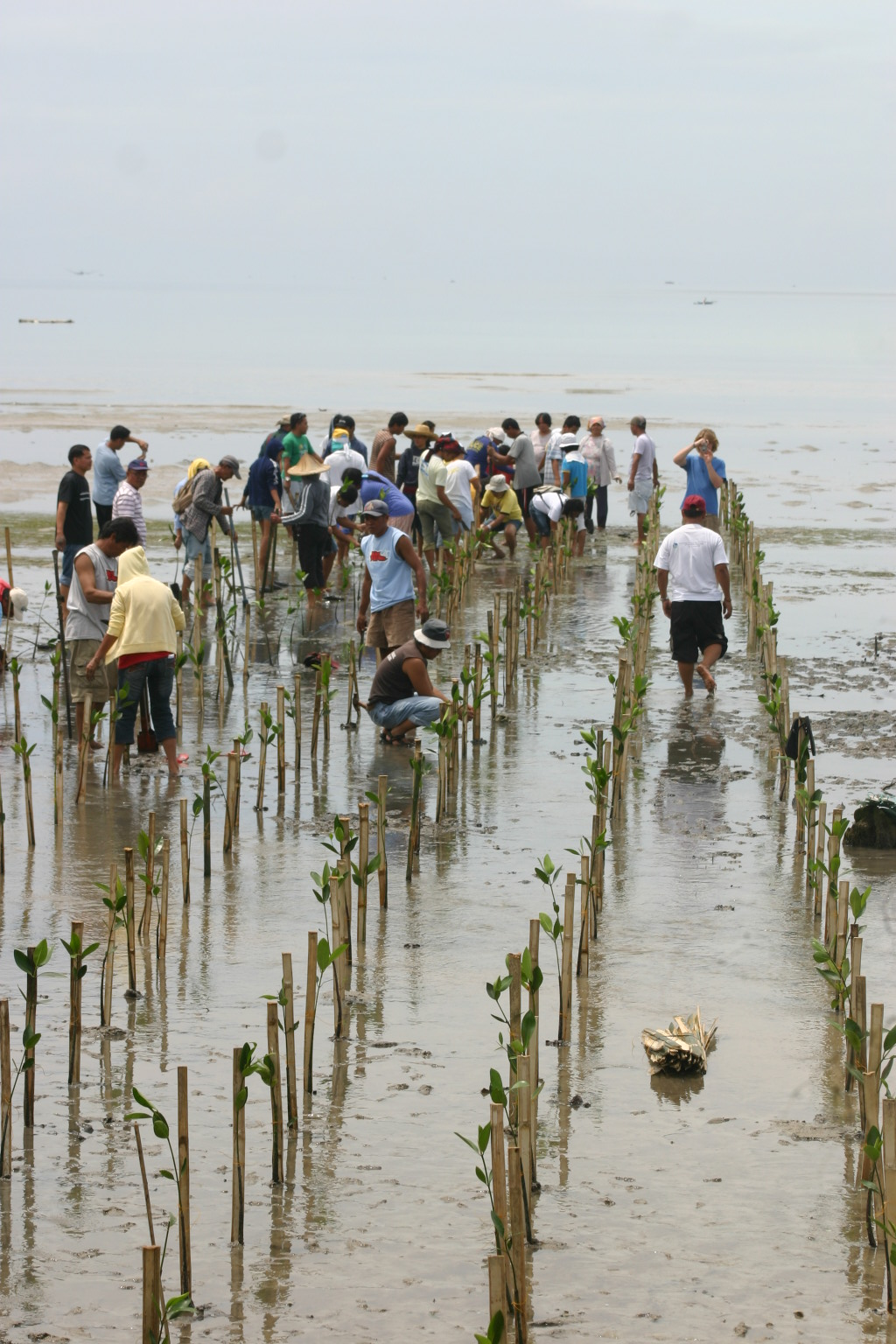
Mangrovenpflanzungen in Mindanao, Philippinen

Die Erträge der Küstenfischerei gingen dort drastisch zurück, wo die Mangrovenwälder großflächig abgeholzt wurden. Anstrengungen zur Wiederaufforstung von Mangroven werden zum Beispiel in Vietnam, Thailand, Indien, Sri Lanka und auf den Philippinen unternommen. Trotz dieser Bemühungen hält die Zerstörung von Mangrovengebieten an; der Verlust im Zeitraum 1980 bis 2000 beläuft sich auf 25 % der im Jahr 1980 vorhandenen Fläche.